# Ann Noël

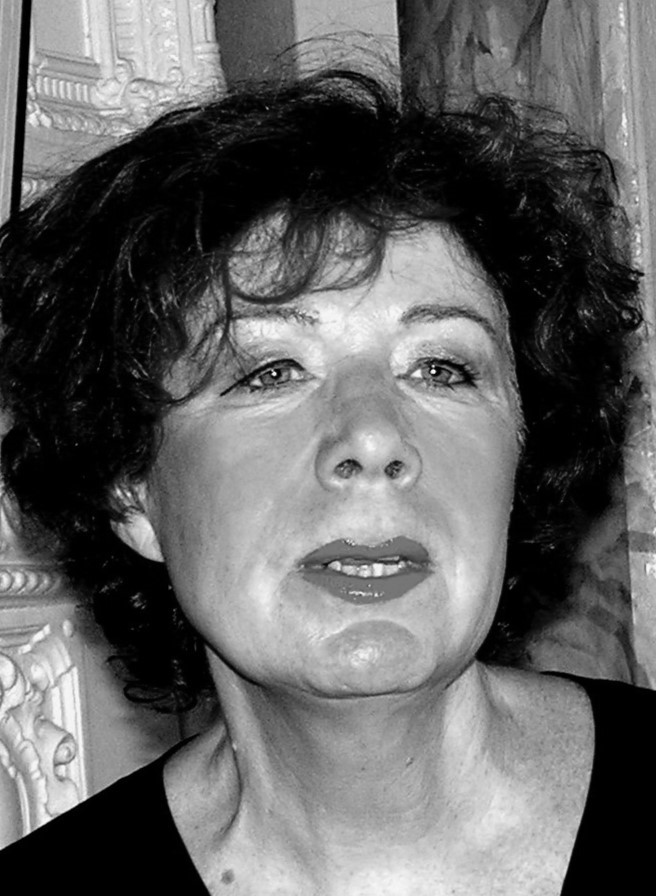
Ann Noël 2004

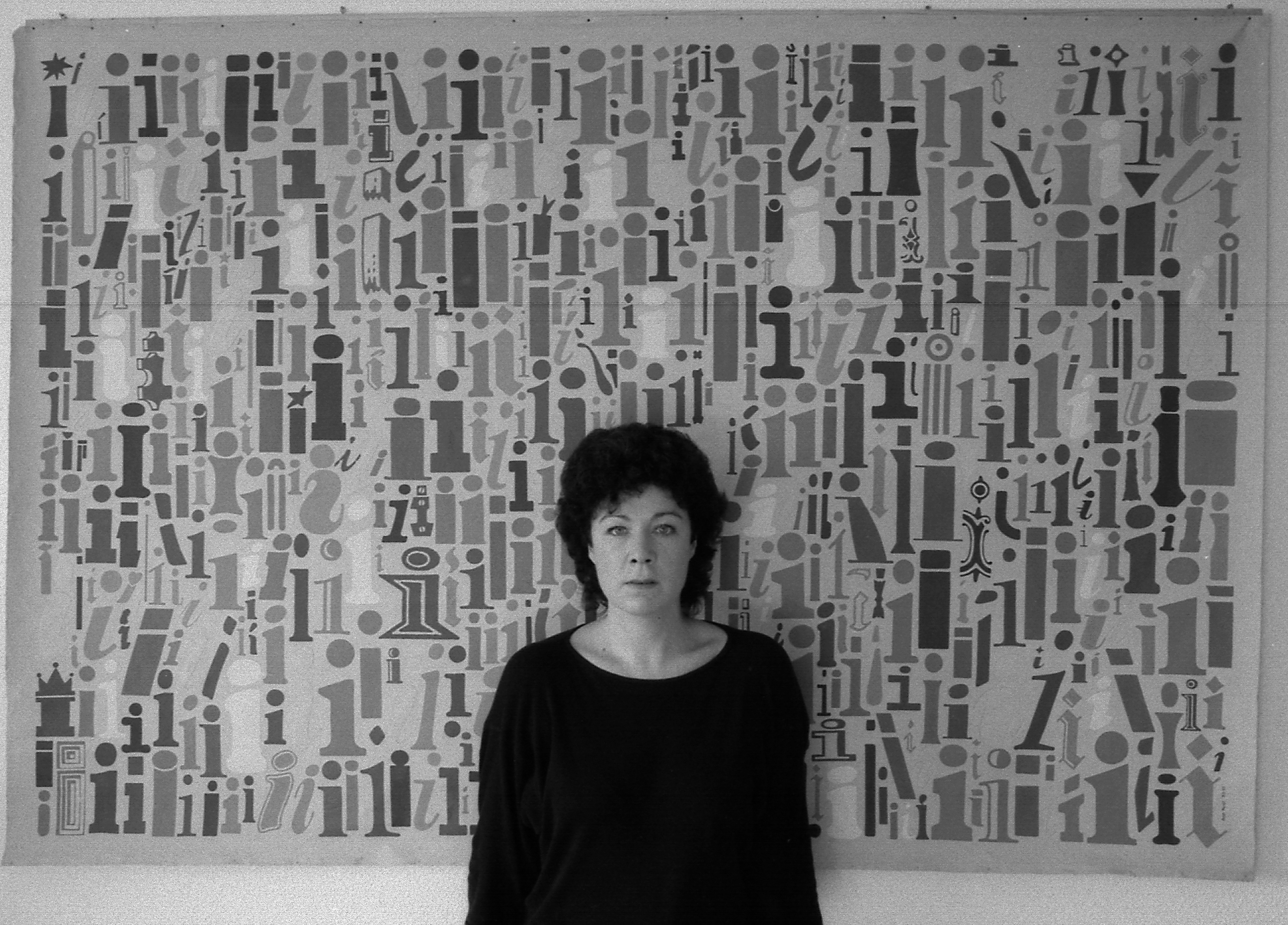
Ann Noël 1986
YOU – Version II 1983-85

Ann Noël (* 24. November 1944 in Plymouth) ist eine deutsch-britische Künstlerin, die mit der Fluxus-Bewegung verbunden ist. Ann Noël lebt und arbeitet seit 1980 in Berlin und war mit dem amerikanischen Künstler und Dichter Emmett Williams verheiratet. Noëls künstlerische Praxis umfasst Performance, Installation, Malerei, Grafikdesign, Druckgrafik und Fotografie.

## Frühes Leben und Werdegang
Ann Noël wuchs auf Jersey auf den Kanalinseln auf. Sie studierte von 1964 bis 1968 an der Bath Academy of Art in Corsham, wo sie an Projekten von Ian Hamilton Finlay und John Furnival beteiligt war. Die experimentelle Druckgrafik mit konkreter Poesie, Designkonzepten und dem Künstlerbuch wurde für Noëls Arbeit wichtig. Nach ihrem Diplom in Grafik und Design im Jahr 1968 wurde sie nach Stuttgart eingeladen, um mit der Edition Hansjörg Mayer zusammenzuarbeiten. Ende 1968 zog sie nach New York, um als Assistentin von Dick Higgins bei der Something Else Press zu arbeiten, wo Emmett Williams zu dieser Zeit Chefredakteur war. Von 1970 bis 1972 war sie, neben der Entwicklung ihrer eigenen kreativen Arbeit, Leiterin des Grafik-Workshops am California Institute of the Arts, in Los Angeles und engagierte sich für das Design-Programm für Frauen, wo sie mit Sheila Levrant de Bretteville und Suzanne Lacy zusammenarbeitete. Von 1972 bis 1974 war Noël Dozentin für Druckgrafik am Nova Scotia College of Art & Design in Halifax, wo sie ein Siebdruckstudio einrichtete. Im Jahr 1973 brachte sie ihren Sohn Garry Williams zur Welt. Von 1978 bis 1980 war Noël Gastkünstlerin am Carpenter Center for the Visual Arts der Harvard University, Cambridge, Massachusetts. Im Jahr 1980 zogen Noël und Williams als Gäste des DAAD-Gastkünstlerprogramms nach Berlin-Schöneberg, wo sie seitdem lebt. 1987 war sie Gastkünstlerin am Machida-shi Museum für graphische Kunst in Tokio.

## Arbeiten
Von 1968 bis heute führt Noël ein seitenweise geführtes Tagebuch, in dem sie alle Begegnungen, Ereignisse, Projekte und Ausstellungen festhält und so das Leben eines Künstlers und die Entwicklung seiner Ideen dokumentiert. In grafischen Werkstätten begann Noël mit der Herstellung von Editionen, Mail Art, großformatigen Postern und Künstlerbüchern. Noël engagierte sich im Women’s Design-Programm bei CAL Arts, einer Designgruppe, die das „Broadsheet #1“ über Feminismus und Design herausgab. Von 1979 bis 1980 druckte Noël mit einem Stipendium der National Endowments of the Arts mehrere Editionen von Grafiken von Emmett Williams. Noël arbeitete als Grafikerin für die Gastkünstler der Harvard University, unter anderem Jim Dine, Robert Motherwell und Arthur Miller.
Anfang der 1980er Jahre beschäftigte sich Noël mit Performance in der Fluxus-Bewegung. 1984 führte Noël mit Williams das Werk „Spirale“ an der Akademie der Künste in Berlin auf. 1985 nahm sie an dem vom dänischen Künstler Eric Andersen organisierten „Festival of Fantastics“ in Roskilde teil, bei dem zehn internationale Künstler, die alle eng mit Fluxus verbunden sind, eine Reihe von Veranstaltungen, Performances, Konzerten und Aktionen in ganz Roskilde und Umgebung präsentierten.
Noël arbeitete 1989 mit Francesco Conz in Italien an einer Edition auf Stoff und baute ein Klavier nach, das sich heute im Archivio Francesco Conz Berlin befindet. 2008 veröffentlichte Noël mit Conz ein Buch mit einer handschriftlichen Aufzeichnung aller Fluxus-Veranstaltungen der 1980er und 1990er Jahre.
Die Künstlerin zeigte ihre Arbeiten auf internationalen Fluxus-Festivals und Kunstbiennalen. 1990 wurde sie Mitglied des Internationalen Artists’ Museum in Łódź, wo sie an mehreren „Construction in Process“-Events beteiligt war. Von 1990 bis 1991 hing eine vom Berliner Senat beauftragte hölzernes Bildtafel FREUNDESKREIS im U-Bahnhof Alexanderplatz. Hierauf hielt sie handschriftlich Namen von Menschen und Orten fest, die für sie im Jahr nach dem Mauerfall von Bedeutung waren.
Für die Ausstellung in der Galerie ChertLüdde hat sie eine Sammlung von Schrifttypen des kleinen i zusammengestellt, um das große I, das im Englischen für Ich steht, und damit für die sie umgebenden Künstleregos, ein wenig zu relativieren.
Das grafische Werk von Ann Noël wurde international ausgestellt. Ann Noëls Catalogue Raisonné soll spätestens zu ihrem 80. Geburtstag im Argo Books Verlag, Berlin, erscheinen, mit Werken, die im Laufe ihres Lebens entstanden sind, unterstützt von der Stiftung Kunstfonds in Bonn.

## Künstlerbücher (Auswahl)
- 1982 “You”. Artist book by Ann Noël in Edition A4. Rainer Verlag, Berlin.
- 1982 “You”. Artist book by Ann Noël in Edition A6 by DAAD gallery and Rainer Verlag, Berlin.
- 1983 “VINTAGE”. Artist book by Ann Noël. Rainer Verlag, Berlin.
- 1984 “CONFLUX”. Artist book by Ann Noël. Rainer Verlag, Berlin.
- 1984 “Spirale”. Performance with Emmett Williams, script by Ann Noël in 1984. Argobooks Berlin 2020.
- 1985 “CYMBOLS”. Artist book by Ann Noël, Rainer Verlag, Berlin.
- 1989 “Arabics” Artist book by Ann Noël. Rainer Verlag, Berlin.
- 1989 “10 lettere da Berolino”. Artist Edition on handmade paper by Ann Noël. Pari e Dispari, Reggio Emilia, Italy.
- Since 1990 the independent Edition Noël continues to publish graphics, visual diaries, wall-works, postcards, boxes and portable art exhibitions.

## Ausstellungen (Auswahl)
- 1999 „GIVE & TAKE“, project and exhibition, Liverpool Biennale, TRACES, Liverpool, UK.[10]
- 2003 „Hommage à Robert Filliou“, performances at the Museu d’Art Contemporani de Barcelona.
- 2004 „FOUR-LETTER WORDS“, Biennale of Art in Łódź.
- 2005 „Fama Fluxus / Mythos Beuys“, mit Ben Patterson und Emmett Williams. Kunst + Projekte Sindelfingen eV.
- 2006 „Fukui Fluxus Festival“, Exhibition mit Ay-O, Ann Noël und Emmett Williams. City of Ono, Japan.
- 2008 Ann Noël, Anna Leonowens Gallery, NSCAD University, Halifax, Kanada.
- 2008 „FLUX-FOLK“, Museum FLUXUS+, Potsdam mit Eric Andersen, Wolfgang Hainke, Ann Noël und Ben Patterson.
- 2010 „IN AND OUT THE WINDOW“, mit Alison Knowles, Museum FLUXUS+, Potsdam.
- 2015 Constellations, Visual Poetry and the Properties of Space, Ruskin Gallery bei Anglia Ruskin University, Cambridge.
- 2018 Performance Art Oslo, Festival PAO, 3 days of performances, Oslo.
- 2019 „Ann Noël“ at FREEHOME – Artist to Artist, Berlin.
- 2020 Pause: Broken Sounds: Remote Music, prepared pianos from the Francesco Conz Collection, KW-Institut, Berlin.
- 2023 Einzelheiten des Lebens: Galerie ChertLüdde, Berlin.[11]